# Confine tra Francia e Svizzera
Il confine tra la Francia e la Svizzera descrive la frontiera che separa la Francia e la Svizzera. Si sviluppa per una lunghezza di 573 km.

## Caratteristiche
Il confine inizia alla triplice frontiera tra Germania, Francia e Svizzera collocata lungo il Reno nei pressi di Basilea e segue una direzione generale verso il sud ovest attraversando il massiccio del Giura e arrivando nei pressi di Ginevra. Dopo segue la direzione del lago Lemano ed infine con direzione verso sud arriva alla triplice frontiera del monte Dolent tra Francia, Italia e Svizzera.

## Dipartimenti e cantoni interessati

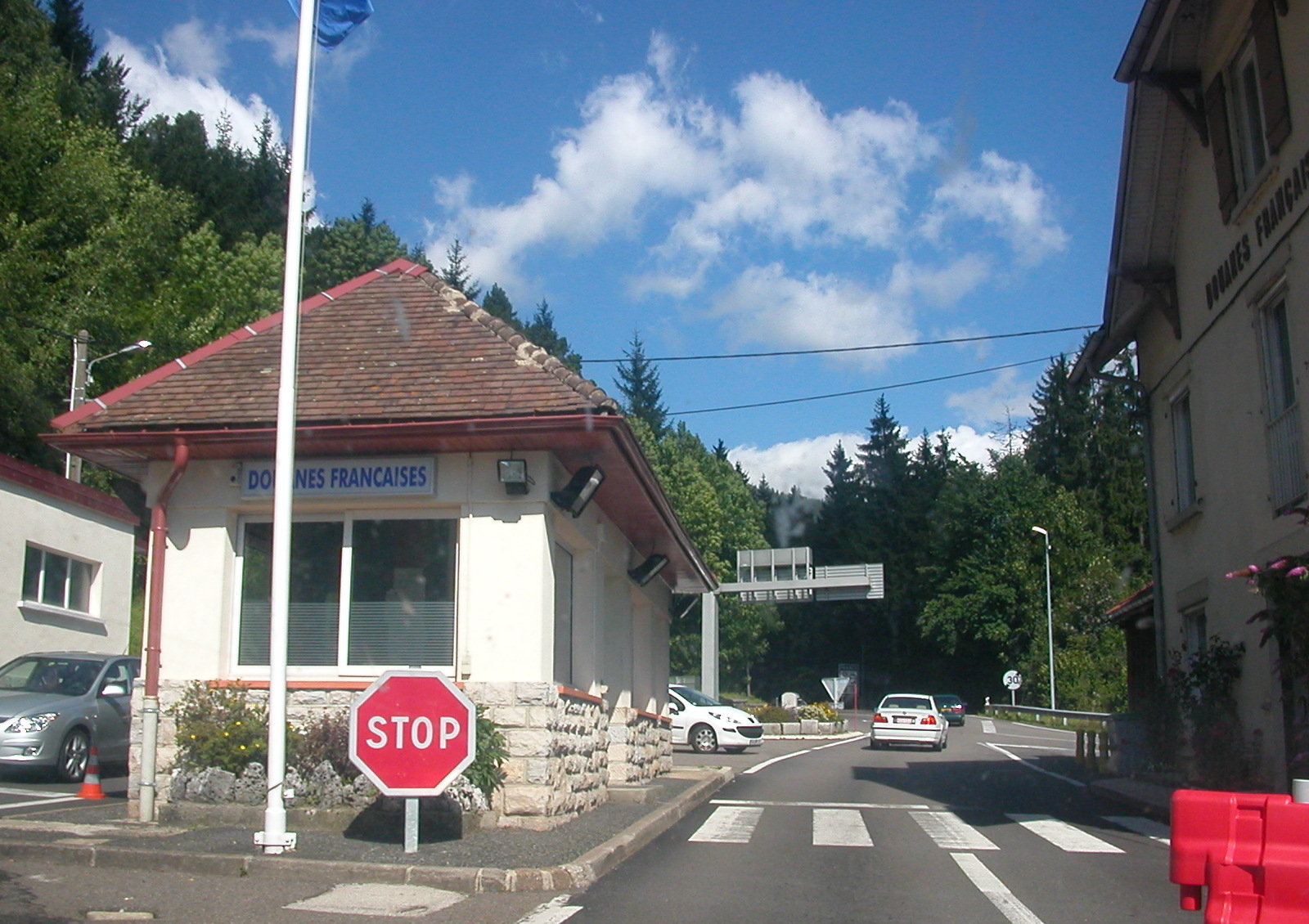
Valico di confine tra Jougne (Francia) e Vallorbe (Svizzera).

Scendendo da nord verso sud il confine interessa sei dipartimenti francesi:
- Alto Reno (nel Grand Est)
- Territorio di Belfort (in Borgogna-Franca Contea)
- Doubs (in Borgogna-Franca Contea)
- Giura (in Borgogna-Franca Contea)
- Ain (in Alvernia-Rodano-Alpi)
- Alta Savoia (in Alvernia-Rodano-Alpi)

Interessa inoltre otto cantoni svizzeri:
- Canton Basilea Città
- Canton Basilea Campagna
- Canton Soletta
- Canton Giura
- Canton Neuchâtel
- Canton Vaud (prima parte)
- Canton Ginevra
- Canton Vaud (seconda parte)
- Canton Vallese